# Marcos Canteli
Marcos Canteli Vigón (Bimenes, Asturias, 1974) es un poeta español en lengua castellana.
Marcos Canteli Vigón fue licenciado en Filología Española por la Universidad de Murcia. Ha sido lector en la Universidad de Teruel donde ahora imparte clases como profesor de lenguas romances. Su obra aparece en diversos recuentos y antologías de la poesía reciente.
Dirige la revista 7de7.

## Obra poética
Cuaderno laberinto: (antología poética).Krk Ediciones ,1997. 
Reunión. Icaria, 1999.
Enjambre. Bartleby Editores, S.L. ,2003.
Su sombrío . Dvd Ediciones, S.L. , 2005.
Catálogo de incesantes. Bartleby Editores, S.L., 2008
Es brizna. Editorial Pre-Textos, 2011.

## Traducciones
Pedazos: edición bilingüe de Robert Creeley(1926-2005). Bartleby Editores, S.L. , 2005. 
Cuadernos de haikus: edición bilingüe de Jacques Kerouac. Bartleby Editores, S.L. , 2007.

## Galardones
Premio de poesía Ciudad de Burgos, 2004.

## Artículos y colecciones de Artículos
En contraseña.Insula: Revista de letras y ciencias humanas, N.º 706, 2005, pags. 19-20

## Selecciones de su poesía
Inclusión en el cuaderno Por dónde camina la poesía española. Revista Letra internacional 98. Número 98. Primavera del 2008. Fundación Pablo Iglesias, ISSN 0213-4721